# Gare de Marolles-en-Hurepoix
La gare de Marolles-en-Hurepoix est une gare ferroviaire française de la ligne de Paris-Austerlitz à Bordeaux-Saint-Jean, située sur le territoire de la commune de Marolles-en-Hurepoix, dans le département de l'Essonne, en région Île-de-France.
C'est une gare de la Société nationale des chemins de fer français (SNCF), desservie par les trains de la branche C6 du RER C.

## Situation ferroviaire
Établie à 89 mètres d'altitude, la gare de Marolles-en-Hurepoix est située au point kilométrique (PK) 36,107 de la ligne de Paris-Austerlitz à Bordeaux-Saint-Jean entre les gares de Brétigny et de Bouray.

## Histoire
La gare de Marolles-en-Hurepoix est mise en service le 5 mai 1843 par la Compagnie du chemin de fer de Paris à Orléans (PO).
En 2016, selon les estimations de la SNCF, la fréquentation annuelle de la gare est de 1 171 800 voyageurs, comme en 2015 et en 2014.

### Accueil

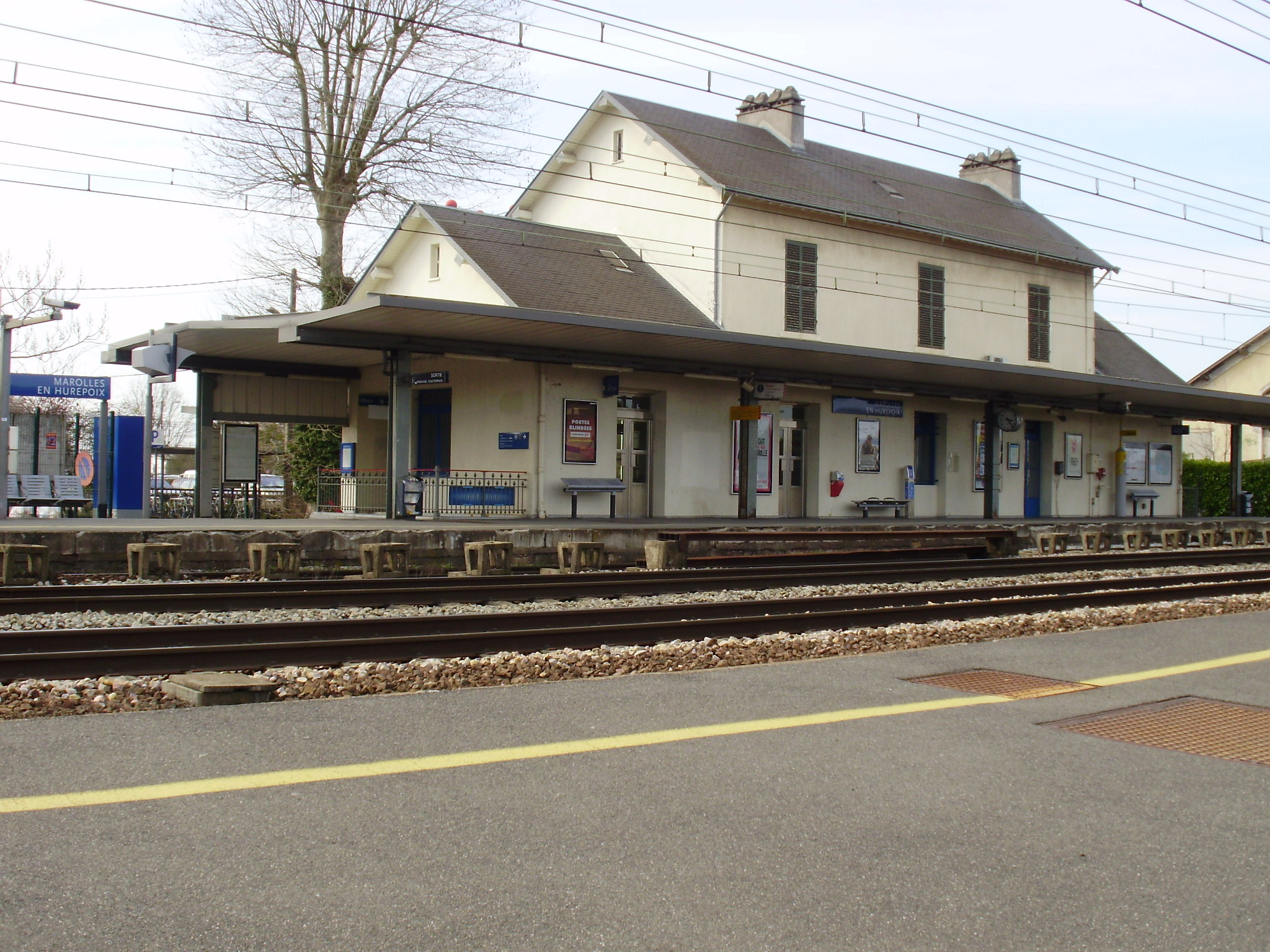
La gare vue depuis le quai en direction d'Étampes.

## Service des voyageurs

### Desserte
Elle est desservie par les trains de la ligne C du RER parcourant la branche C6.

### Intermodalité
La gare est desservie par les lignes 4553 et 4554 du réseau de bus Cœur d'Essonne, par la ligne 4301 du réseau de bus Essonne Sud Est et par le service de transport à la demande « Cœur d'Essonne 4596 ».